# Club Deportivo Totora Real Oruro
El Club Deportivo Totora Real Oruro, mayormente conocido como CDT Real Oruro o simplemente Real Oruro, es un club de fútbol boliviano de la provincia de San Pedro de Totora, en el departamento de Oruro. Fue fundado el 30 de abril de 1962 y desde 2025 jugará en la Primera División de Bolivia, por primera vez en su historia.

## Historia

### Fundación: 1962
El Club Deportivo Totora, como se llamó el club en primer lugar, se fundó el 30 de abril de 1962 en la provincia de San Pedro de Totora y adoptaron el nombre en homenaje a su provincia.
El Deportivo Totora continuó sin mayor figuración en el ámbito local.

### Temporadas 2022 - 2024
En febrero de 2022, tras la adquisición del equipo por Richard Vásquez, el nombre del club se cambió  por el de Club Deportivo Totora Real Oruro.
Esta decisión se tomó con la intención de que el equipo refleje los sentimientos del orureño, la gallardía e identidad de Oruro como cuna del deporte boliviano.
El equipo contrata a Domingo Sánchez como director técnico, logrando clasificarlo por primera vez a la Copa Simón Bolívar en la que fue eliminado en octavos de final ante FATIC por un global de 1-3.
En el año 2023, el equipo le renueva la confianza al técnico Domingo Sánchez, sin embargo en abril el estratega argentino es destituido del puesto y en su lugar toma el mando del primer equipo Jhonny Serrudo, quién renunciaría en junio. El club jugaba la Copa Simón Bolívar 2023 y se contrató al reconocido entrenador Sergio Apaza, en los octavos de final el rojo carmesí fue eliminado nuevamente ante San Antonio Bulo Bulo.
También en diciembre el club obtenía su primer título local al derrotar en la final 4-1 a Sur-Car.

#### Ascenso a Primera División
En la Copa Simón Bolívar 2024 llegaría a las fases finales del campeonato superando en octavos de final a Municipal Tiquipaya con un global de 2-1. En cuartos de final se enfrentó a Nueva Santa Cruz, donde ganaría la serie por 4-2. Ya en semifinales se enfrentó a Universitario de Sucre, empatando en Oruro con un marcador 2-2 y, en la vuelta en Sucre, venció por 1-2, donde desempeñó un papel decisivo el delantero Alexis Bravo. eliminando al gran favorito del torneo.
El resultado le permitía al equipo llegar a la final con una campaña casi perfecta con solo tres derrotas en toda la competición. Una vez en la final se enfrentó al Club ABB, en la primera final, el 28 de noviembre, venció por 2-0. Lastimosamente, el 1 de diciembre, perdería el partido de vuelta de la final por 0 a 3, que a pesar de ganar el partido de ida, no alcanzaría y tendría que conformarse con jugar el ascenso indirecto ante Royal Pari.
La llave de ida se jugó el día sábado 21 de diciembre en el estadio perteneciente al equipo cruceño. El partido finalizaría con el tanteador favorable a los locales por 4 a 0.
La revancha se jugó el día lunes 23 de diciembre en el Jesús Bermúdez de Oruro. El primer gol lo marcó Alexis Bravo luego de un remate de zurda al minuto 8. Mientras que el segundo tanto fue convertido en contra por medio de un cabezazo conectado por el mediocampista Julio César Pérez a los 33 minutos de juego, tras un tiro libre ejecutado por Francisco Ojeda. A los 37 minutos llegaría el tercer gol por medio de Gustavo Ribeiro que colgó al guardameta rival, tras otra asistencia de Ojeda. Las acciones siguieron peleadas, hasta que a los 36 minutos del segundo tiempo surgió un penal sancionado por el árbitro a causa de una mano juzgada como intencional, por parte del defensor de Royal Pari Lázaro Crescencio. Sin embargo antes de su ejecución ingresaron a la cancha el utilero de Royal Pari y luego el director técnico, David de la Torre, que dio indicaciones a sus jugadores para que se retiren del campo de juego ante la decisión arbitral. Luego de ocho minutos, el árbitro Mendoza decide suspender el partido por abandono del equipo visitante y falta de garantías, según el informe del encuentro.
De esta forma, la parcialidad del rojo carmesí celebró su ascenso a la máxima categoría del fútbol boliviano.
El 6 de enero de 2025 Tribunal de Disciplina Deportiva de la FBF determinó una sanción y el descenso de categoría para Royal Pari.

## Símbolos

### Escudo

Escudo vigente desde 2022.

## Instalaciones

### Estadio

Vista aérea del Estadio Jesús Bermúdez

Deportivo Totora Real Oruro ejerce de local en el estadio departamental Jesús Bermúdez, ubicado en la zona norte de la ciudad de Oruro. Tiene capacidad para más de 33 000 espectadores y se encuentra a una altitud de 3735 metros sobre el nivel del mar, que lo convierte en uno de los estadios a mayor altitud del mundo. Lleva su nombre el honor al jugador Jesús Bermúdez.

## Datos del club
- Actualizado hasta la temporada 2024.
- Temporadas en Primera División: 1 (2025-presente).
- Participaciones en Copa Simón Bolívar: 3 (2022, 2023 y 2024).
- Debut en Primera División: 29 de marzo de 2025, Bolívar 3 - 1 Totora Real Oruro.

## Jugadores

### Plantilla 2025
- Los equipos bolivianos están limitados por la FBF a tener en su plantilla de primera división un máximo de seis futbolistas extranjeros.
- Por disposición de la FBF, se debe considerar la participación obligatoria de un futbolista de la categoría sub-20 y otro de la categoría sub-23 por partido.

### Altas y bajas 2025
| Altas              |               |                         |       |      |
| Futbolista         | Posición      | Procedencia             | Tipo  | Ref. |
| Segundo Semestre   |               |                         |       |      |
| Carlos Ribera      | Mediocampista | FC Universitario        | Libre |      |
| Alexis Bravo       | Delantero     | Agente libre            | Libre |      |
| Luis Vila          | Delantero     | Civitanovese            | Libre |      |
| Jefferson Virreira | Defensa       | Primero de Mayo         | Libre |      |
| Denilso Fernández  | Mediocampista | Petrolero               | Libre |      |
| Leonardo Vaca      | Delantero     | ABB                     | Libre |      |
| Marcelo Robledo    | Entrenador    | Independiente Petrolero | Libre |      |
| Clayton Oliveira   | Delantero     | Ciclón                  | Libre |      |

| Bajas             |               |                      |                       |      |
| Futbolista        | Posición      | Destino              | Tipo                  | Ref. |
| Segundo Semestre  |               |                      |                       |      |
| Alberto Illanes   | Entrenador    | Guabirá              | Rescisión de contrato |      |
| Alexander Zurita  | Mediocampista | TBA                  | Fin de contrato       |      |
| Andrés Llano      | Delantero     | Diriangén F.C.       | Fin de contrato       |      |
| Jonathan Monsalve | Delantero     | Boca Juniors de Cali | Fin de contrato       |      |
| Marcelo Straccia  | Entrenador    | Guabirá              | Rescisión de contrato |      |

### Botines de Oro

#### Copa Simón Bolívar
| # | Nombre        | Campeonato | Goles |
| - | ------------- | ---------- | ----- |
| 1 | Thabiso Brown | 2022       | 12    |

#### Primera "A" (AFO)
| # | Nombre       | Campeonato | Goles |
| - | ------------ | ---------- | ----- |
| 1 | Alexis Bravo | 2024       | 22    |

### Jugadores extranjeros
| Nacionalidad    | Jugadores | Jugadores |
| --------------- | --------- | --- |
| América         |           | |
| Argentina       | 7         | Marcos Barrera, Brian Sobrero, Alexis Bravo, Francisco Ojeda, Albano Alessandrini, Julio Vila, Alexander Zurita |
| Brasil          | 3         | Regis de Souza, Gustavo Ribeiro, Sheylams Román                                                                 |
| Colombia        | 6         | Carlos Vallecilla, Yerson Gutiérrez, Juan Carvajal, Yonar Tenorio, Andrés Llano, Jonathan Monsalve              |
| Ecuador         | 1         | Víctor Chila |
| Paraguay        | 1         | Miguel Mendoza                                                                                                  |
| Perú            | 1         | Dilan Alí |
| África          |           | |
| Costa de Marfil | 1         | Kadassi Trazie                                                                                                  |
| Lesoto          | 1         | Thabiso Brown                                                                                                   |

## Entrenadores

### Cuerpo técnico
| Cargo                  | Nombre            |
| ---------------------- | ----------------- |
| Entrenador             | Marcelo Robledo   |
| Entrenador asistente   | Iván Salinas      |
| Entrenador de arqueros | Rubén Poquechoque |
| Preparador físico      | Gustavo Sánchez   |

### Listado desde 2022
| Entrenador            | Desde                    | Hasta                    |                 |                      |                    |
| --------------------- | ------------------------ | ------------------------ | --------------- | -------------------- | ------------------ |
| Entrenador            | Desde                    | Hasta                    | Domingo Sánchez | 1 de febrero de 2022 | 8 de abril de 2023 |
| Jhonny Serrudo        | 10 de abril de 2023      | 6 de junio de 2023       |                 |                      |                    |
| Sergio Apaza          | 12 de junio de 2023      | 11 de noviembre de 2023  |                 |                      |                    |
| Néstor Colinas (int.) | 12 de noviembre de 2023  | 19 de febrero de 2024    |                 |                      |                    |
| Denys Heredia         | 20 de febrero de 2024    | 25 de septiembre de 2024 |                 |                      |                    |
| Daniel Gómez          | 26 de septiembre de 2024 | 9 de enero de 2025       |                 |                      |                    |
| Alberto Illanes       | 10 de enero de 2025      | 30 de mayo de 2025       |                 |                      |                    |
| Marcelo Straccia      | 4 de junio de 2025       | 30 de julio de 2025      |                 |                      |                    |
| Néstor Colinas (int.) | 31 de julio de 2025      | 3 de agosto de 2025      |                 |                      |                    |
| Marcelo Robledo       | 4 de agosto de 2025      | Actualidad               |                 |                      |                    |

## Rivalidades

### Totora Real Oruro vs. Gualberto Villarroel San José
Esta es una rivalidad moderna que se acentúa a partir del descenso de San José en 2021. El 2022 tanto el Club Deportivo Totora como el Club Gualberto Villarroel modificaron su uniforme, escudo y denominaciones, raíz de la cual nacieron CDT Real Oruro y Gualberto Villarroel San José. Desde entonces dichos equipos mantienen una fuerte rivalidad.
Sin embargo Totora Real Oruro mantiene una buena relación con San José, al contrario que Gualberto Villarroel.

#### Encuentros
| Totora Real Oruro    | 2-4          | Gualberto Villarroel | 17 de abril de 2022      | Primera "A" 2022                                     |
| Totora Real Oruro    | 1-3          | Gualberto Villarroel | 26 de marzo de 2023      | Primera "A" 2023 (Adecuación)                        |
| Totora Real Oruro    | 1-2          | Gualberto Villarroel | 27 de mayo de 2023       | Fase regional de la Copa Simón Bolívar 2023 - ida    |
| Gualberto Villarroel | 1-1          | Totora Real Oruro    | 2 de julio de 2023       | Fase regional de la Copa Simón Bolívar 2023 - vuelta |
| Gualberto Villarroel | 1-0          | Totora Real Oruro    | 27 de agosto de 2023     | Fase nacional de la Copa Simón Bolívar 2023 - ida    |
| Gualberto Villarroel | 2-2          | Totora Real Oruro    | 24 de septiembre de 2023 | Primera "A" 2023                                     |
| Totora Real Oruro    | 2-1          | Gualberto Villarroel | 14 de octubre de 2023    | Fase nacional de la Copa Simón Bolívar 2023 - vuelta |
| Gualberto Villarroel | 0-0 (2-3 p.) | Totora Real Oruro    | 9 de febrero de 2025     | Copa Faro de Oro 2025                                |
| Gualberto Villarroel | 0-0          | Totora Real Oruro    | 25 de mayo de 2025       | Primera División de Bolivia 2025                     |

## Palmarés

### Torneos nacionales
| Competición nacional     | Títulos | Subcampeonatos |
| ------------------------ | ------- | -------------- |
| Copa Simón Bolívar (0/1) |         | 2024.          |

### Torneos regionales
| Competición regional    | Títulos     | Subcampeonatos   |
| ----------------------- | ----------- | ---------------- |
| Primera "A" (AFO) (2/1) | 2023, 2024. | Adecuación 2023. |

### Torneos amistosos
| Competición          | Títulos | Subcampeonatos |
| -------------------- | ------- | -------------- |
| Copa Faro de Oro (1) | 2025.   |                |

## Otros deportes

### Futsal
Totora Real Oruro cuenta con representación en el fútbol sala desde 2022. Participando en  la Asociación Municipal de Futsal de Oruro.